# Aeroporto Internazionale di Bălți-Leadoveni
L'Aeroporto Internazionale di Bălți-Leadoveni' (anche Aeroporto Internazionale di Bălți, (RO)  Aeroportul Internațional Bălți-Leadoveni, (RU)  Международный аэропорт Бельцы-Лядовены, ((IATA: BZY, ICAO: LUBL)) è il secondo aeroporto civile internazionale della Repubblica di Moldova e uno dei due aeroporti principali di Bălți, che serve la città di Bălți e il nord della Moldova per i voli civili passeggeri e cargo. L'aeroporto internazionale di Bălți-Leadoveni è stato aperto nel 1989 per sostituire l'Aeroporto Bălți-Città, soprattutto per le rotte internazionali, e per facilitare il traffico aereo verso l'Aeroporto Internazionale di Chișinău.
Il secondo aeroporto di Bălți è il primo aeroporto storico di Bălți per i voli di linea, l'Aeroporto Bălți-Città, situato al confine orientale dell'area urbana di Bălți vicino al quartiere “Autogara (stazione degli autobus)” e utilizzato come aeroporto regionale per i servizi di soccorso aereo, l'agricoltura, i lavori di aviazione e il trasporto regionale dopo la messa in funzione dell'aeroporto internazionale di Bălți-Leadoveni negli ultimi anni di attività (fine anni '80).
L'aeroporto internazionale di Bălți è operativo 24 ore su 24, 7 giorni su 7, tutto l'anno ed è situato al di fuori dei confini della città di Bălți, nel villaggio di Corlăteni, nel distretto di Rîșcani, a circa 15 km a nord dal centro della città di Bălți (8 km dal confine settentrionale del distretto di “Dacia”, noto anche come “BAM”), con accesso diretto alla strada europea 583 / M5 e alla strada repubblicana R12. La posizione della pista dell'aeroporto internazionale di Bălți è la più favorevole rispetto agli aeroporti e ai campi d'aviazione della regione (cioè rispetto all'aeroporto di Chișinău e alla base aerea militare di Marculești), il che garantisce il funzionamento continuo dell'aeroporto internazionale di Bălți senza lunghe chiusure, che possono durare diversi giorni all'aeroporto di Chișinău e alla base aerea militare di Marculești.
Fin dalla sua apertura, l'aeroporto è servito come hub aereo per la filiale moldava di Aeroflot, poi per Air Moldova e come base principale per Moldaeroservice. Nella storia dell'aviazione civile della Repubblica di Moldova, i voli regolari con aerei Tupolev Tu-134 erano operati solo dall'aeroporto internazionale di Chișinău e dall'aeroporto internazionale di Bălți. Il substrato della pista dell'aeroporto internazionale Balti-Leadoveni è il più robusto (“A”) rispetto alle piste degli aeroporti della regione, ovvero gli aeroporti di Chisinau, Cahul, Iasi e Marculesti.
L'aeroporto è stato certificato e aperto al traffico passeggeri e merci e dal 1989 - anno in cui è diventata operativa la pista in cemento del nuovo aeroporto di Bălți Leadoveni - ha offerto voli passeggeri regolari che collegavano Bălți con 14 città dell'ex URSS, utilizzando aerei Antonov An-24, Tupolev Tu-134 e Let L-410 Turbolet fino al 1993. Negli ultimi anni, l'aeroporto è stato utilizzato principalmente per voli nazionali e occasionalmente per voli internazionali.